# Teutleben
Teutleben é uma vila e antigo município da Alemanha localizado no distrito de Gota, estado da Turíngia.  Pertencia ao verwaltungsgemeinschaft de Hörsel. Desde 1 de janeiro de 2011 é parte do município de Hörsel.

## Demografia
Evolução da população (em 31 de dezembro):
| - 1994 – 414 - 1995 – 408 - 1996 – 412 - 1997 – 422 | - 1998 – 423 - 1999 – 415 - 2000 – 405 - 2001 – 391 | - 2002 – 392 - 2003 – 394 - 2004 – 390 - 2005 – 391 |

Fonte: Thüringer Landesamt für Statistik